# Carolyn Wood
Carolyn Virginia Wood (Portland, 18 dicembre 1945) è un'ex nuotatrice statunitense.

## Carriera
Assieme alle compagne Shirley Stobs, Joan Spillane e Chris von Saltza ha vinto la medaglia d'oro ai giochi di Roma 1960 nella staffetta 4x100 metri stile libero.

## Palmarès
- Giochi olimpici

Roma 1960: oro nella 4x100m stile libero.